# Valentín Paniagua Corazao
Valentín Paniagua Corazao (Cuzco, 23 de setembro de 1936 — Lima, 16 de outubro de 2006) foi presidente do Peru escolhido pelo Congresso de seu país após a renúncia de Alberto Fujimori. A sua principal missão foi estabilizar o clima político e organizar novas eleições, que deram vitória a Alejandro Toledo no ano de 2001.

## Infância e educação
O pai de Paniagua nasceu na Bolívia, mas viveu a maior parte de sua vida no Peru. Valentín Paniagua nasceu em Cusco e cursou o ensino médio na Escola Salesiana de Cusco. Ele passou a estudar direito na Universidad Nacional San Antonio Abad, em Cusco, e posteriormente se transferiu para a Universidad Mayor de San Marcos, em Lima, onde se formou em direito. Nos anos seguintes, trabalhou em seu consultório particular como advogado e iniciou uma carreira política. Além disso, ele completou um mestrado em ciência política na Universidade de Indiana.
Em agosto de 1955, como líder estudantil, foi um dos fundadores da Frente Universitária Reformista Independente, uma organização de reforma social-cristã, oposta aos direitos dos latifundiários, aos comunistas e à APRA. Paniagua tornou-se membro do Partido Democrata Cristão (PDC), que estava mais alinhado com seus ideais católicos romanos e reformistas.

## Carreira política
Em junho de 1963, foi eleito para o Congresso como representante de Cusco na lista conjunta da Acción Popular (AP) e do PDC, aliança que catapultou o líder da AP, Fernando Belaúnde, para a presidência do país. Apesar da juventude de Paniagua, Belaúnde o nomeou Ministro da Justiça e Culto em seu primeiro governo.
Em 1966, uma seção do PDC liderada pelo então prefeito de Lima, Luis Bedoya Reyes, cortou laços com a liderança de Héctor Cornejo Chávez e fundou o Partido Popular Cristiano (PPC). No entanto, Paniagua permaneceu nas fileiras do governo.
O golpe de Estado do general Juan Velasco Alvarado em 3 de outubro de 1968 expulsou Paniagua do Congresso e por alguns anos ele foi deixado fora da política. Sua lealdade à legalidade constitucional de Belaúnde levou-o a abandonar o PDC em 27 de julho de 1974, em protesto contra sua aceitação do governo militar. Algum tempo depois, ele se tornou membro da AP e manteve um protesto civil contra Velasco e seu sucessor em 1975, o general Francisco Morales-Bermúdez.
Nas eleições de 18 de maio de 1980, ele foi reeleito para o Congresso, e seu chefe de partido, Belaúnde, ganhou sua segunda presidência.
Em julho de 1982, depois de fazer parte da Comissão Constitucional da Câmara dos Deputados, tornou-se Presidente da Câmara dos Deputados.
Em 10 de maio de 1985, tornou-se Ministro da Educação. Em outubro daquele ano, ele renunciou para retornar às suas atividades parlamentares. Ele recebeu a Orden del Sol no grau Gran Cruz.
A derrota da AP nas eleições de 14 de abril de 1985 e a chegada ao poder da APRA de Alan García enviaram Paniagua para a oposição. Nos cinco anos seguintes, ele permaneceu um forte inimigo do governo e trabalhou como advogado de prestígio nos círculos acadêmicos e políticos, além de professor de direito constitucional nas universidades de San Marcos, Femenina del Sagrado Corazón e Pontificia Católica.
Nas eleições nacionais de 1990, juntamente com a maioria da Acción Popular, Paniagua apoiou a candidatura de Mario Vargas Llosa à presidência. Quando Alberto Fujimori foi eleito presidente, Paniagua fazia parte da oposição, mas se tornou um forte oponente após o autogolpe de Fujimori em abril de 1992.

## Presidência (2000–2001)
Fujimori foi reeleito mais uma vez nas controversas eleições nacionais de 2000. Paniagua era um membro proeminente da oposição.
Em 14 de setembro, a nação foi abalada por evidências de que o chefe de segurança de Fujimori, Vladimiro Montesinos, havia subornado um congressista da oposição para mudar para o partido de Fujimori, o Peru 2000. O apoio de Fujimori evaporou neste momento, e ele foi forçado a anunciar que deixaria o cargo após novas eleições presidenciais em 2001. Uma missão da OEA foi enviada para lidar com a crise política.
Os aliados de Fujimori perderam o controle do Congresso após inúmeras deserções para a oposição. Em 15 de novembro de 2000, a maioria do Congresso demitiu o presidente interino do Congresso peruano, um apoiador de Fujimori. Após uma discussão interna entre as forças políticas, Paniagua foi eleito o novo presidente do Congresso peruano. Ele foi eleito porque todos os partidos o consideravam um caráter justo, mas forte, necessário em tempos de crise.
Poucos dias depois, Fujimori apresentou sua renúncia por fax. No entanto, o Congresso votou por 62 a 9 para rejeitar a renúncia de Fujimori e removê-lo do cargo, alegando que ele era "permanentemente moralmente incapaz". De acordo com a linha de sucessão, o primeiro vice-presidente Francisco Tudela deveria ter sucedido à presidência, mas também havia renunciado alguns dias antes, após romper com Fujimori. O segundo vice-presidente Ricardo Márquez então reivindicou a presidência. No entanto, o Congresso se recusou a reconhecê-lo, pois ele era um dos poucos que ainda eram leais a Fujimori. Quando ficou claro que o Congresso não permitiria que Márquez assumisse o cargo, ele também renunciou. Portanto, como o presidente do Congresso ficou em terceiro lugar na linha de sucessão, Paniagua tornou-se presidente interino.
Paniagua formou um Governo de Unidade e Reconciliação Nacional que recebeu o apoio de quase todos os partidos políticos da época. Ele então passou a formar um gabinete de base ampla, que envolvia tecnólogos não partidários e políticos de baixo perfil. Foi chefiado pelo ex-secretário-geral da ONU, Javier Pérez de Cuéllar, como primeiro-ministro e ministro das Relações Exteriores, que foi escolhido para evitar a crescente pressão política dos diferentes partidos políticos. Ele também demitiu os comandantes militares restantes que tiveram qualquer tipo de envolvimento ou conexão política com Montesinos.
Paniagua teve que trabalhar com o partido Peru 2000 de Fujimori no Congresso, já que ainda era a organização política mais importante (embora não tivesse mais maioria). Além disso, durante a maior parte de seu período, um número importante dos infames Vladivideos foi publicado e investigado, já que a maioria deles registrou atos de corrupção envolvendo políticos, membros do clero e importantes empresários.
Paniagua também esteve envolvido na revogação de grande parte da legislação antiterrorista aplicada por Fujimori, que incluía julgamentos por juízes e júris sem rosto. Isso permitiu o novo julgamento de vários membros do Sendero Luminoso, que já estavam na prisão, em tribunais civis em vez de militares. Paniagua também estabeleceu uma Comissão de Verdade e Reconciliação para investigar o conflito interno no Peru.

## Pós-presidência (2001–2006)

### Carreira política posterior
Quando seu mandato como presidente da República chegou ao fim, ele transferiu o governo para o presidente democraticamente eleito e vencedor das eleições nacionais de 2001, Alejandro Toledo. No mesmo ano, foi eleito Secretário-Geral da Acción Popular, substituindo o líder de longa data Fernando Belaúnde como líder nacional da organização política.
Por um breve período de tempo, especulou-se que o governo peruano apoiaria sua candidatura a Secretário-Geral da Organização dos Estados Americanos (OEA) nas eleições de 2005 para Secretário-Geral. Ele recusou isso para participar da eleição de 2006, como candidato presidencial da Frente de Centro em uma campanha malsucedida, na qual ficou em quinto lugar, recebendo 5,75% dos votos.
Tornou-se membro do Clube de Madrid.

### Morte
Em 21 de agosto de 2006, ele ficou gravemente doente e foi hospitalizado por uma semana com uma infecção respiratória. Um congressista relatou erroneamente que ele havia morrido e o Congresso observou um momento de silêncio em sua homenagem, mas ele não havia morrido e sua saúde havia de fato melhorado. No entanto, no início de outubro de 2006, o país soube por um porta-voz médico que a condição do Sr. Paniagua não havia melhorado significativamente.

Valentín Paniagua morreu na madrugada de 16 de outubro de 2006 em um hospital em Lima aos 70 anos.